# 키지마 카나에
키지마 카나에(일본어: 木嶋 佳苗 きじま かなえ[*], 1974년 11월 27일 ~ )는 일본의 연쇄살인자이다. 2011~2012년 일본을 경악시킨 혼인 사기 및 살인 사건의 범인이다.

## 인물
여러 전과가 있는 범죄자로 후술할 꽃뱀 사건 이전에도 1999년에 화장품, 2000년에 책, 2001년에 현금을 절도한 혐의가 있고, 2003년에는 인터넷 경매 사기를 저지르는 등 다양한 종류의 돈과 관련된 사소한 범죄를 저질러왔다고 한다. 여기서 그녀가 벌인 인터넷 경매 사기의 피해자는 총 10명으로, 이것으로 인해 징역 2년 6개월에 집행유예 5년 판결을 받았다. 2009년에는 혼인빙자 사기 혐의로 일본 검찰에 체포되었다. 검찰의 수사 결과, 약 20여 명의 남자들이 키지마에게 결혼을 미끼로 최소 500만 엔에서 최대 1억 엔까지의 돈을 뜯긴 것으로 드러났다. 그런데 키지마의 혼인빙자 사기를 수사하던 일본 검찰은, 그녀가 만난 남자들 중 몇 명이 사망했고 그 사망 과정이 석연치 않다는 사실을 밝혀내서, 키지마가 혼인빙자 사기를 넘어서서 살인까지 저질렀다는 결론에 이르렀다. 키지마가 만나던 남자들 중 6명의 죽음에 키지마가 관여했다는 의혹이 제기되었다. 결국 2012년 4월 사이타마현 지방 법원은 키지마가 2009년 1월부터 8월 사이에 40대 회사원 오이데 요시유키, 50대 회사원 테라다 타카오, 80대 노인 안도 겐조를 연탄가스 자살로 위장해 살해했다는 검찰의 기소를 받아들였고, 키지마에게 사형을 선고했다. 2017년 4월 결국 사형이 최종 확정됐다.

## 같이 보기
- 사이코패스
- 완전범죄